# Gregorio del Pilar (Ilocos Sur)
Gregorio del Pilar is een gemeente in de Filipijnse provincie Ilocos Sur op het eiland Luzon. Bij de laatste census in 2010 telde de gemeente ruim 4 duizend inwoners.

## Geografie

### Bestuurlijke indeling
Gregorio del Pilar is onderverdeeld in de volgende 7 barangays:
| - Alfonso - Bussot - Concepcion - Dapdappig - Matue-Butarag - Poblacion Norte - Poblacion Sur |

## Demografie
Gregorio del Pilar had bij de census van 2010 een inwoneraantal van 4.219 mensen. Dit waren 89 mensen (2,1%) minder dan bij de vorige census van 2007. Ten opzichte van de census van 2000 was het aantal inwoners gegroeid met 85 mensen (2,1%). De gemiddelde jaarlijkse groei in die periode kwam daarmee uit op 0,20%, hetgeen lager was dan het landelijk jaarlijks gemiddelde over deze periode (1,90%).

De bevolkingsdichtheid van Gregorio del Pilar was ten tijde van de laatste census, met 4.219 inwoners op 41,66 km², 101,3 mensen per km².